# USS Wahoo (SS-238)
USS Wahoo (SS-238) là một tàu ngầm lớp Gato từng phục vụ cùng Hải quân Hoa Kỳ trong Chiến tranh Thế giới thứ hai. Nó là chiếc tàu chiến đầu tiên của Hải quân Hoa Kỳ được đặt cái tên này, theo tên loài cá thu ngàng. Nó đã phục vụ trong suốt Thế chiến II, thực hiện tổng cộng bảy chuyến tuần tra, đánh chìm 20 tàu Nhật Bản với tổng tải trọng 60.038 tấn, xếp thứ sáu về số tàu trong số tàu ngầm Hoa Kỳ có thành tích nổi bật nhất trong chiến tranh. Trong chuyến tuần tra cuối cùng nó bị máy bay và tàu chiến Nhật Bản đánh chìm tại khu vực eo biển La Pérouse vào ngày 11 tháng 10, 1943. Wahoo được tặng thưởng danh hiệu Đơn vị Tuyên dương Tổng thống cùng sáu Ngôi sao Chiến trận do thành tích phục vụ trong Thế Chiến II.

## Thiết kế và chế tạo
Lớp tàu ngầm Gato được thiết kế cho mục đích một tàu ngầm hạm đội nhằm có tốc độ trên mặt nước cao, tầm hoạt động xa và vũ khí mạnh để tháp tùng hạm đội chiến trận. Con tàu dài 311 ft 9 in (95,02 m) và có trọng lượng choán nước 1.525 tấn Anh (1.549 t) khi nổi và 2.424 tấn Anh (2.463 t) khi lặn. Chúng trang bị động cơ diesel dẫn động máy phát điện để cung cấp điện năng cho bốn động cơ điện, đạt được công suất 5.400 shp (4.000 kW) khi nổi và 2.740 shp (2.040 kW) khi lặn, cho phép đạt tốc độ tối đa 21 hải lý trên giờ (39 km/h) và 9 hải lý trên giờ (17 km/h) tương ứng. Tầm xa hoạt động là 11.000 hải lý (20.000 km) khi đi trên mặt nước ở tốc độ 10 hải lý trên giờ (19 km/h) và có thể hoạt động kéo dài đến 75 ngày và lặn được sâu tối đa 300 ft (90 m).
Lớp tàu ngầm Gato được trang bị mười ống phóng ngư lôi 21 in (530 mm), gồm sáu ống trước mũi và bốn ống phía phía đuôi tàu, chúng mang theo tối đa 24 quả ngư lôi. Vũ khí trên boong tàu gồm một hải pháo 3 inch/50 caliber, và thường được tăng cường một khẩu pháo phòng không Bofors 40 mm nòng đơn và một khẩu đội Oerlikon 20 mm nòng đôi, kèm theo súng máy .50 caliber và .30 caliber. Tiện nghi cho thủy thủ đoàn bao gồm điều hòa không khí, thực phẩm trữ lạnh, máy lọc nước, máy giặt và giường ngủ cho hầu hết mọi người, giúp họ chịu đựng cái nóng nhiệt đới tại Thái Bình Dương cùng những chuyến tuần tra kéo dài đến hai tháng rưỡi.
Wahoo được đặt lườn tại Xưởng hải quân Mare Island ở Vallejo, California vào ngày 28 tháng 6, 1941. Nó được hạ thủy vào ngày 14 tháng 2, 1942, được đỡ đầu bởi bà William C. Barker, Jr., và được cho nhập biên chế cùng Hải quân Hoa Kỳ vào ngày 15 tháng 5, 1942 dưới quyền chỉ huy của Hạm trưởng, Thiếu tá Hải quân Marvin G. Kennedy.

## Lịch sử hoạt động

### 1942

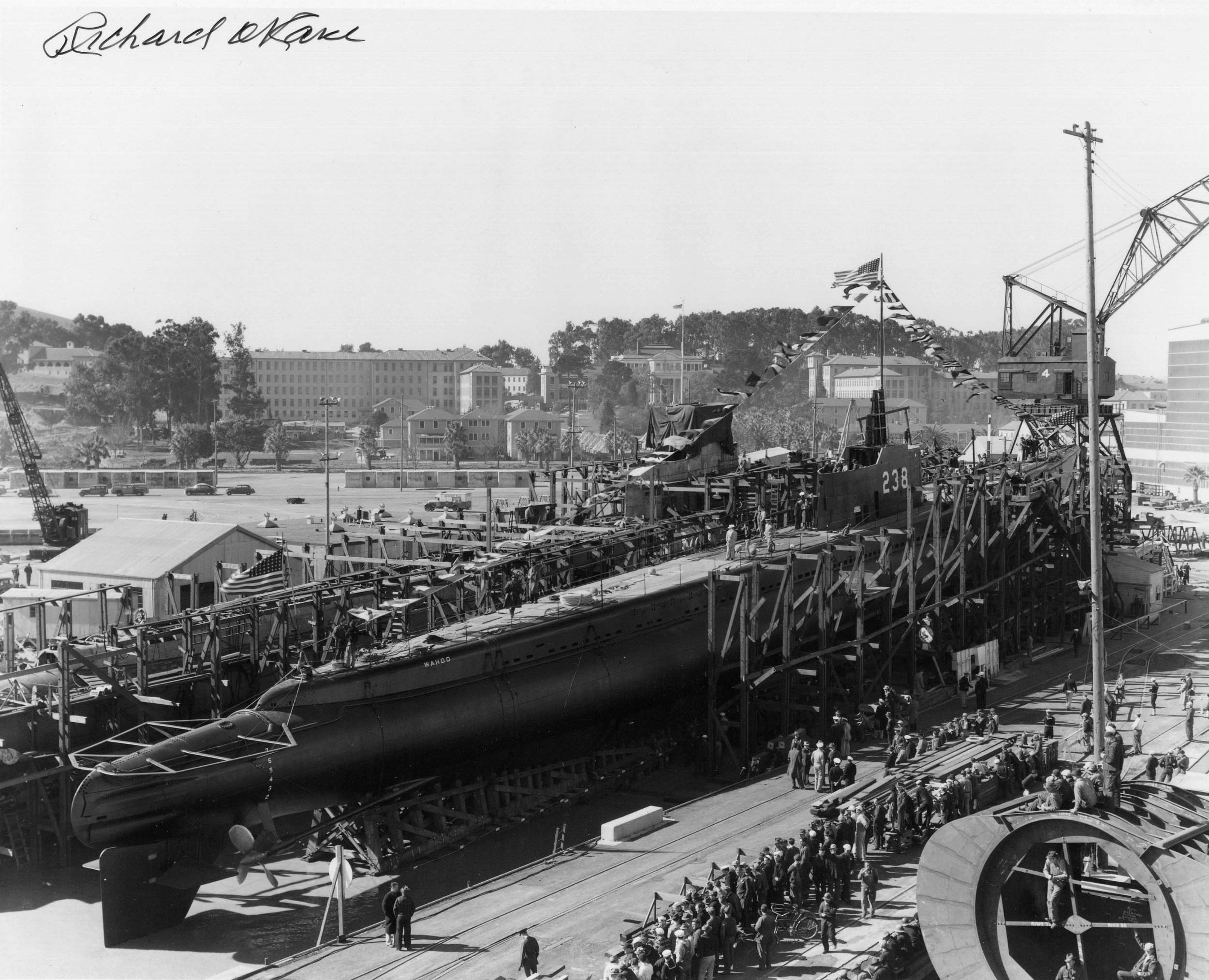
USS Wahoo trước khi được hạ thủy

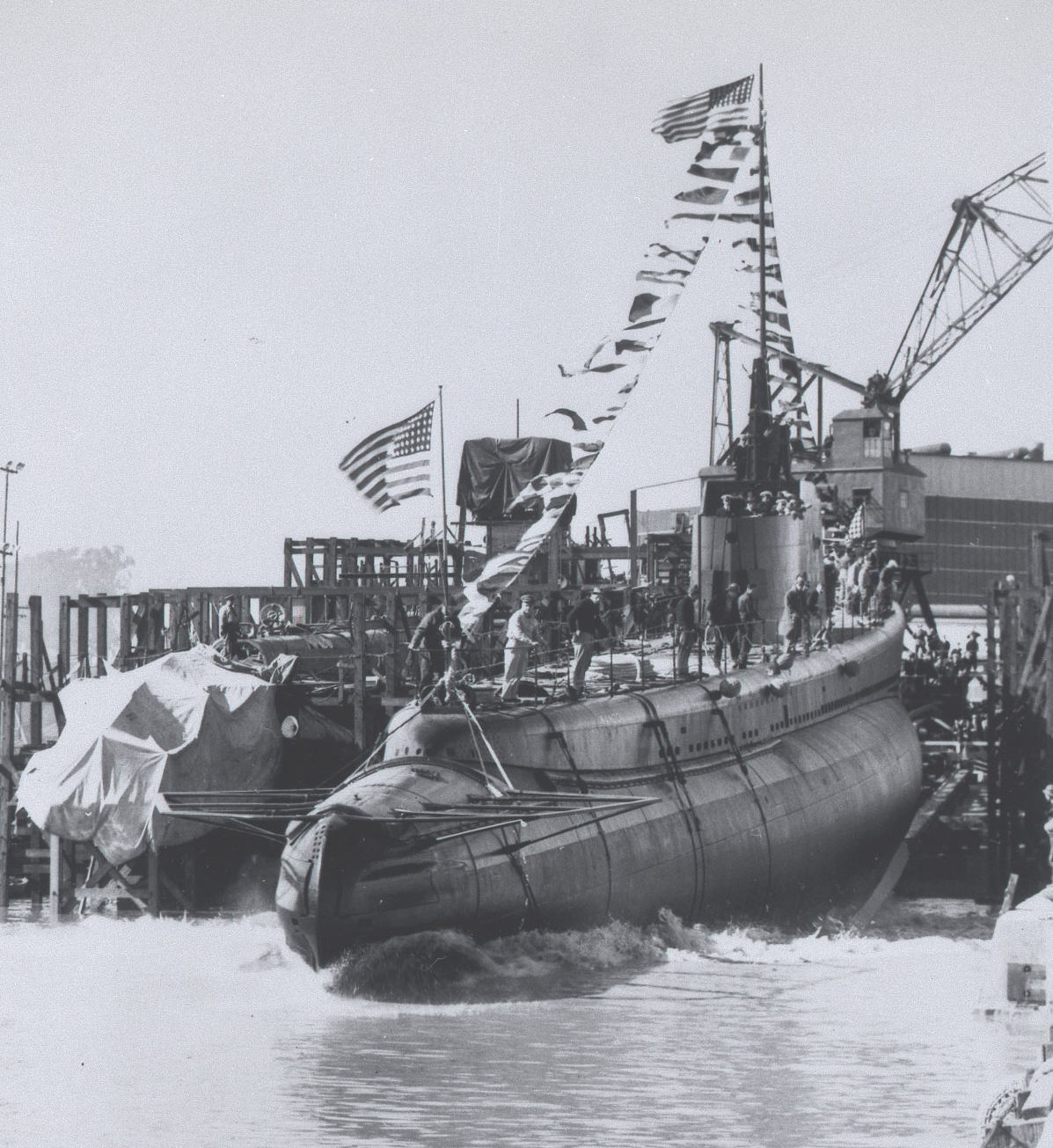
USS Wahoo đang được hạ thủy

Sau khi hoàn tất việc chạy thử máy huấn luyện dọc theo bờ biển California và sửa chữa sau chạy thử máy, Wahoo khởi hành từ Mare Island vào ngày 12 tháng 8, 1942 để hướng sang vùng biển quần đảo Hawaii, đi đến Trân Châu Cảng vào ngày 18 tháng 8, và tiếp tục huấn luyện cho đến ngày 21 tháng 8.

#### Chuyến tuần tra thứ nhất
Trong chuyến tuần tra thứ nhất từ ngày 23 tháng 8 đến ngày 17 tháng 10 ở vùng biển phía Tây Truk, Wahoo phát hiện và tấn công một tàu chở hàng đơn độc vào ngày 6 tháng 9, nhưng cả ba quả ngư lôi phóng ra đều bị trượt; sau đó chiếc tàu ngầm phải lặn xuống khi đối phương quay lại tìm cách húc nó. Đến ngày 20 tháng 9, nó rời đến khu phía Nam đảo Namonuito, và trong một cuộc tấn công ban đêm đã gây hư hại cho một tàu chở hàng (khoảng 6.400 tấn) trước khi lẩn tránh các tàu hộ tống. Tiếp tục chuyến tuần tra, đến ngày 1 tháng 10, nó mở rộng phạm vi tìm kiếm đến đảo Ulul, và trong những ngày tiếp theo đã bỏ lỡ hai mục tiêu giá trị. Chiếc tàu ngầm đã trông thấy tàu sân bay hạng nhẹ Chiyoda, nguyên là một tàu tiếp liệu thủy phi cơ, nhưng không thể đi vào vị trí thuận lợi để tấn công. Đến ngày 5 tháng 10, nó lại phát hiện một tàu sân bay, được cho là chiếc Ryūjō, được hai tàu khu trục hộ tống, nhưng thực ra Ryūjō đã bị đánh chìm sáu tuần trước đó trong Trận chiến Đông Solomon. Chiếc tàu ngầm một lần nữa lại không bắt kịp mục tiêu. Nó rời khu vực tuần tra hai ngày sau đó để quay trở về Trân Châu Cảng.
Sau khi được tái trang bị cặp bên mạn tàu tiếp liệu thủy phi cơ Sperry (AS-12), Wahoo đi đến Căn cứ Tàu ngầm Trân Châu Cảng để được đại tu, đồng thời được nâng cấp vũ khí với một khẩu pháo 4 in (100 mm) và hai pháo phòng không Oerlikon 20 mm. Rời xưởng tàu vào ngày 2 tháng 11, chiếc tàu ngầm tiếp tục huấn luyện trước chuyến tuần tra tiếp theo.

#### Chuyến tuần tra thứ hai
Lên đường vào ngày 8 tháng 11 cho chuyến tuần tra thứ hai tại khu vực quần đảo Solomon, Wahoo canh phòng tại các vùng biển Bougainville vào đảo Buka. Nó trông thấy một tàu buôn và một tàu hộ tống vào ngày 30 tháng 11, ở khoảng cách 8.000 yd (7.300 m), nhưng không thể tiếp cận mục tiêu. Đến ngày 7 tháng 12, nó chuyển từ khu vực eo biển Buka-Kilinailau sang tuyến đường giữa Truk và quần đảo Shortland và tuần tra trong vài ngày nhưng không tìm thấy mục tiêu phù hợp. Quay trở lại eo biển Kilinailau, nó bắt gặp một đoàn ba tàu buôn và một tàu khu trục vào ngày 10 tháng 12, phóng bốn ngư lôi nhắm vào một tàu chở dầu ở khoảng cách 700 yd (640 m), và đánh chìm được chiếc Kamoi Maru (5.300 tấn) với ba quả trúng đích. Chiếc tàu khu trục phản công với khoảng 40 quả mìn sâu nhưng chệch mục tiêu rất xa; tuy nhiên Wahoo cũng đã không tận dụng cơ hội tấn công chiếc tàu khu trục hay chiếc tàu buôn vốn đã dừng lại để vớt những người sống sót. Chiếc tàu ngầm quay trở về căn cứ tại Brisbane, Australia để tái trang bị vào ngày 26 tháng 12.

### 1943

#### Chuyến tuần tra thứ ba

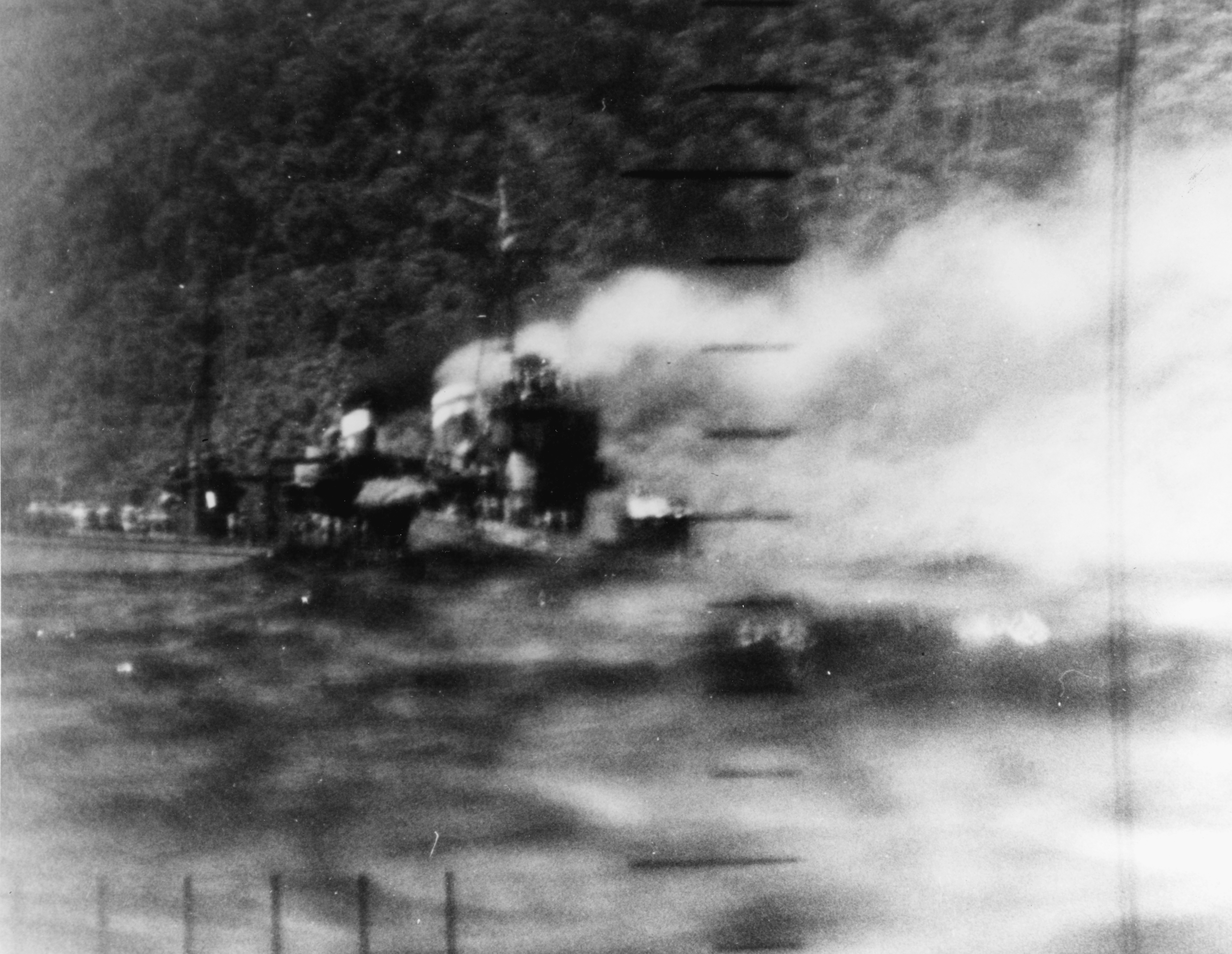
Ảnh chụp qua kính tiềm vọng tàu khu trục Harusame trúng ngư lôi phóng bởi Wahoo, ngày 24 tháng 1 năm 1943.

Sẵn sàng lên đường vào ngày 16 tháng 1, 1943, Wahoo phối hợp thử nghiệm sonar cùng với tàu khu trục Patterson (DD-392) trong vịnh Moreton trước khi bắt đầu chuyến tuần tra, tiến vào eo biển Vitiaz ba ngày sau đó. Vào ngày 24 tháng 1, đang khi trinh sát vịnh Victoria tại Wewak, New Guinea, nó phát hiện tàu khu trục Harusame bên cạnh những tàu ngầm lớp Kaichū. Wahoo phóng ba quả ngư lôi nhắm vào Harusame ở khoảng cách 1.200 yd (1.100 m) nhưng tất cả đều trượt; rồi một quả khác được phóng bồi thêm, nhưng chiếc tàu khu trục bẻ lái né tránh rồi hướng thẳng đến chiếc tàu ngầm. Wahoo phóng nốt quả ngư lôi cuối cùng từ ống phóng phía đuôi tàu ở khoảng cách 800 yd (730 m), đánh trúng Harusame ngay giữa tàu khiến lườn tàu khu trục gần như gảy làm đôi. Harusame phải tự mắc cạn lên bãi biển để tránh bị đắm; việc sửa chữa nó tại Truk và sau đó tại xưởng hải quân Yokosuka kéo dài đến cuối tháng 11, 1943.
Sang ngày hôm sau, Wahoo chuyển sang tuần tra tại vùng biển quần đảo Palau. Vào ngày 26 tháng 1, nó phóng ngư lôi đánh chìm tàu buôn Fukuei Maru (1.901 tấn), và sau đó tiếp tục đánh chìm chiếc tàu vận tải Buyo Maru (5.447 tấn). Ngoài số 1.126 hành khách là binh lính Nhật Bản bên trên Buyo Maru, con tàu còn chở 269 tù binh chiến tranh người Ấn Độ thuộc Trung đoàn Punjab 16. Những người sống sót sau khi Buyo Maru đắm đã bị xả súng máy, làm thiệt mạng 87 binh lính Nhật và 195 tù binh Ấn Độ. Wahoo tiếp tục truy đuổi theo hai chiếc tàu còn lại chỉ với bốn quả ngư lôi còn lại, phóng hai quả nhắm vào một tàu chở dầu (khoảng 4.000 tấn) khiến nó chìm nhanh chóng; và một chiếc tàu buôn sau khi chịu tổng cộng bốn quả ngư lôi từ ba lượt tấn công khác nhau cuối cùng cũng chìm xuống nước.
Cho dù đã tiêu phí hết số ngư lôi mang theo, vẫn quyết định tấn công một đoàn tám tàu vận tải vào ngày 27 tháng 1, trồi lên ngay giữa đội hình để gây hoảng loạn và phân tán đoàn tàu trước khi tấn công bằng hải pháo. Tuy nhiên một tàu hộ tống đối phương xuất hiện đã buộc nó phải hủy bỏ kế hoạch và lặn xuống, chịu đựng sáu quả mìn sâu trước khi quyết định rút lui. Nó về đến Trân Châu Cảng vào ngày 7 tháng 2 sau khi chỉ tuần tra có 23 ngày và được tái trang bị cho đến ngày 15 tháng 2, rồi huấn luyện và bảo trì trong ụ tàu Căn cứ Tàu ngầm Trân Châu Cảng cho đến ngày 21 tháng 2.

#### Chuyến tuần tra thứ tư
Khởi hành vào ngày 23 tháng 2 cho chuyến tuần tra thứ tư, Wahoo ghé đến Midway để tiếp thêm nhiên liệu trước khi đi sang vùng biển phía Bắc Hoàng Hải gần cửa sông Áp Lục và Đại Liên; một khu vực tàu ngầm Hoa Kỳ chưa từng xâm nhập do đặc điểm nước nông, trung bình độ sâu chỉ có 120 ft (37 m). Phần lớn hành trình của con tàu trên biển Hoa Đông đều đi trên mặt nước do không bị máy bay tuần tra phát hiện, và nó đi đến tuyến đường hàng hải giữa Đài Loan với Nagasaki và Shimonoseki vào ngày 11 tháng 3. Nó phát hiện và phóng ngư lôi đánh chìm tàu buôn Zogen Maru (1.428 tấn) vào ngày 19 tháng 3. Chỉ bốn giờ sau đó, nó lại phát hiện và phóng hai quả ngư lôi vào Kowa Maru (3.217 tấn), một quả trúng đích và một quả tịt ngòi nên chỉ gây hư hại cho chiếc tàu buôn; hai quả ngư lôi phóng bồi thêm bị đối phương cơ động né tránh được.

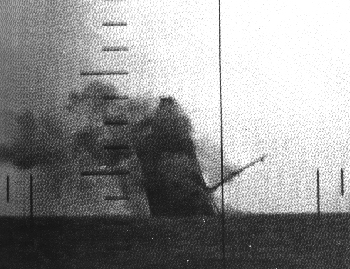
Ảnh chụp qua kính tiềm vọng chiếc tàu chở hàng Nittsu Maru đang đắm sau khu trúng ngư lôi của Wahoo

Sau đó Wahoo chuyển sang tuần tra dọc bờ biển Triều Tiên về phía Nam Chinnampo. Vào ngày 21 tháng 3, nó phát hiện và phóng ba quả ngư lôi vào chiếc tàu buôn Hozen Maru (2.260 tấn), khiến đối phương đắm chỉ sau bốn phút. Bốn giờ sau đó, nó lại phát hiện tàu buôn Nittsu Maru (2.183 tấn) và phóng ba quả ngư lôi nhắm vào mục tiêu, trúng đích hai quả và khiến chiếc tàu buôn chìm sau ba phút. Chiếc tàu ngầm sau sau đó chuyển hướng tuần tra sang bán đảo Sơn Đông, rồi đến ngày 22 tháng 3 lại hướng sang Lữ Thuận Khẩu. Vào ngày hôm sau, nó phóng một ngư lôi đánh trúng chiếc tàu tiếp than Katyosan Maru (2.427 tấn), khiến đối phương đắm sau 13 phút, rồi chuyển hướng đến một vị trí cách 50 km về phía Đông Nam Đại Liên, nơi độ sâu trung bình chỉ có 120 ft (37 m) và điểm sâu nhất là 300 ft (91 m).
Phát hiện một mục tiêu lúc 12 giờ 47 phút ngày 24 tháng 3, Wahoo tiếp cận, và đến 19 giờ 49 phút đã phóng một loạt ba quả ngư lôi nhắm vào tàu chở dầu Takaosan Maru (2.076 tấn), nhưng hai quả bị kích nổ sớm còn quả thứ ba chệch mục tiêu. Sau khi quả thứ tư phóng bồi thêm cũng bị trượt, đối phương nổ súng vào chiếc tàu ngầm. Sau 14 phút lặn xuống lẩn tránh, Wahoo trồi lên mặt nước phía trước mục tiêu để phóng một loạt ba quả ngư lôi; một quả trúng vào phòng động cơ khiến chiếc tàu chở dầu đắm trong vòng bốn phút. Sang ngày hôm sau, nó tiếp tục tấn công chiếc tàu buôn Satsuki Maru (827 tấn); nhưng sau khi hai quả ngư lôi bị kích nổ sớm, nó trồi lên mặt nước để tấn công bằng hải pháo. Khoảng 90 quả đạn pháo đã khiến mục tiêu bốc cháy nhiều chỗ và đắm sau khoảng một giờ.
Sáng hôm sau Wahoo truy đuổi mục tiêu là tàu buôn nhỏ (ước lượng 2.500 tấn) chạy động cơ diesel, rồi nả pháo 4-inch và 20-mm vào đối thủ cho đến khi nó bốc cháy và đắm. Cùng ngày hôm đó nó tiếp tục tấn công tàu đánh cá Bonshu Maru 95 (100 tấn) bằng pháo 20-mm và bằng bom xăng tự chế. Đến ngày 28 tháng 3, trên tuyến hàng hải Shimonoseki-Đài Loan, nó tấn công và phá hủy hai thuyền buồm gắn động cơ, rồi sang ngày hôm sau nó phóng hai quả ngư lôi đánh chìm chiếc Yamabato Maru (2.556 tấn). Sau đó chiếc tàu ngầm băng qua eo biển Collnett để quay trở về căn cứ kết thúc chuyến tuần tra, về đến Midway vào ngày 6 tháng 4, và được tái trang bị trước khi huấn luyện trong các ngày 21 và 22 tháng 4.
Wahoo lập tức dẫn đầu bảng xếp hạng về số tàu đối phương bị đánh chìm trong bảng thành tích của tàu ngầm Hoa Kỳ; và tin tức tình báo cho biết phía Nhật Bản tin rằng có cả một hải đội tàu ngầm hoạt động tại khu vực Hoàng Hải, nên mọi tàu bè được lệnh ở lại cảng.

#### Chuyến tuần tra thứ năm
Rời Midway vào ngày 25 tháng 4, Wahoo thực hiện chuyến tuần tra thứ năm tại vùng biển quần đảo Kuril nhằm đánh chặn một lực lượng Nhật Bản dưới quyền Đô đốc Mineichi Koga xuất phát từ chính quốc để phản công cuộc đổ bộ lên Attu. Chiếc tàu ngầm đã trinh sát hình ảnh Matsuwa, rồi đến ngày 4 tháng 5 đã đi đến mũi Đông Bắc đảo Etorofu, nơi nó phóng ba quả ngư lôi tấn công tàu tiếp liệu thủy phi cơ Kimikawa Maru; một quả ngư lôi trúng đích khiến đối thủ bị nghiêng và giảm tốc độ còn 11 kn (20 km/h), nhưng vẫn đi thoát được. Ba ngày sau đó nó tấn công một tàu buôn được một tàu hộ tống bảo vệ, đánh chìm được chiếc Tamon Maru số 5 (5.260 tấn) trong khi chiếc tàu hộ tống cơ động né tránh được bốn quả ngư lôi và chạy thoát. Nó tiếp tục tấn công một tàu phụ trợ được hai tàu hộ tống đi kèm với một loạt ba quả ngư lôi, nhưng hai quả đã kích nổ sớm và quả thứ ba trúng đích mà không phát nổ; sau đó nó phải lặn sâu để né tránh phản công từ các tàu hộ tống.
Đến đêm 9 tháng 5, Wahoo phát hiện qua radar một tàu chở dầu và một tàu buôn lợi dụng bóng đêm để di chuyển mà không được hộ tống. Nó phóng ba quả ngư lôi nhắm vào mỗi mục tiêu, đánh chìm được Takao Maru (3.200 tấn) và Jinmu Maru (1.200 tấn). Sau đó chiếc tàu ngầm tiếp tục tuần tra trên tuyến đường giữa Tokyo và Paramushiro, rồi đến ngày 12 tháng 5 đã phát hiện hai tàu buôn. Nó phóng một loạt bốn quả ngư lôi ở khoảng cách 1.200 yd (1.100 m) nhưng chỉ có một quả trúng đích; nó phóng nốt hai quả ngư lôi cuối cùng nhưng chúng lại không kích nổ khi chạm mục tiêu. Đối phương bắt đầu phản công bằng hải pháo trên boong, và chiếc tàu ngầm chuyển hướng để né tránh, rồi lên đường quay về căn cứ.
Về đến Trân Châu Cảng vào ngày 21 tháng 5, Wahoo tiếp tục lên đường ba ngày sau đó để quay trở về vùng bờ Tây, đến nơi vào ngày 29 tháng 5, và được đại tu tại Xưởng hải quân Mare Island. Sau khi hoàn tất, nó chạy thử máy từ ngày 11 đến ngày 20 tháng 7, rồi lên đường vào ngày 21 tháng 7 để quay trở lại quần đảo Hawaii, đi đến Trân Châu Cảng vào ngày 27 tháng 7.

#### Chuyến tuần tra thứ sáu
Rời Trân Châu Cảng vào ngày 2 tháng 8, Wahoo được tiếp thêm nhiên liệu tại Midway bốn ngày sau đó trước khi tiếp tục chuyến tuần tra thứ sáu, băng qua eo biển Etorofu và tiến vào biển Okhotsk vào ngày 13 tháng 8. Nó đi vào biển Nhật Bản vào ngày hôm sau, nơi nó phát hiện ba tàu buôn đang hướng xuống phía Nam; nó đã phóng một quả ngư lôi vào mục tiêu đi sau cùng nhưng không trúng đích. Sang ngày 15 tháng 8, nó lại bắt gặp một tàu buôn lớn trên hướng ngược lại, nên đổi hướng để tấn công nhưng quả ngư lôi tịt ngòi; nó phóng bồi thêm hai quả nữa nhưng đều bị trượt. Thêm một quả ngư lôi phóng từ phía đuôi lại kích nổ sớm trước khi trúng mục tiêu. Sau đó nó phải lặn xuống để né tránh sự truy đuổi của một tàu phóng lôi lớp Ōtori, nên mục tiêu chạy thoát.
Chuyển sang tuần tra trên tuyến đường giữa Hokkaidō và Triều Tiên, vào ngày 16 tháng 8, Wahoo phóng ngư lôi tấn công một tàu buôn nhưng bị trượt, và tình huống tương tự lại diễn ra vào ngày hôm sau. Sau đó nó bắt gặp một tàu buôn đang hướng lên phía Bắc, và phóng một quả ngư lôi nhưng bị trượt, rồi Wahoo trồi lên mặt nước để truy đuổi một tàu buôn khác đang hướng xuống phía Nam, và tấn công thêm hai lượt nữa vào những mục tiêu khác nhưng đều không trúng đích hay bị kích nổ sớm. Tổng cộng nó đã tấn công chín tàu buôn đối phương mà không đánh chìm được mục tiêu nào, mười quả ngư lôi phóng ra đã chạy loạn xạ, không kích nổ khi chạm mục tiêu hay bị kích nổ sớm. Wahoo được lệnh quay về căn cứ để điều tra hoạt động kém của ngư lôi.
Trên đường đi vào ngày 19 tháng 8, Wahoo phát hiện một mục tiêu và bắt đầu theo dõi, nhưng con tàu treo cờ Liên Xô, một đồng minh trong chiến tranh. Sau khi băng qua eo biển La Perouse, nó phá hủy một thuyền buồm bằng hải pháo và bắt giữ sáu ngư dân Nhật Bản như tù binh chiến tranh, rồi sau đó bắn cháy thêm hai thuyền buồm khác. Con tàu băng qua eo biển và về đến Midway vào ngày 25 tháng 8, rồi tiếp tục về đến Trân Châu Cảng vào ngày29 tháng 8.

#### Chuyến tuần tra thứ bảy
Wahoo quay trở lại vùng biển Nhật Bản trong chuyến tuần tra thứ bảy, cũng là chuyến cuối cùng; nó mang theo kiểu ngư lôi Mark 18 mới vận hành bằng điện để thay thế cho kiểu ngư lôi Mark 14 gặp nhiều khiếm khuyết, rồi khởi hành từ Trân Châu Cảng và được tiếp thêm nhiên liệu tại Midway vào ngày 13 tháng 9 trước khi hướng sang khu vực eo biển La Perouse. Nó dự định sẽ tiến vào biển Nhật Bản vào khoảng ngày 20 tháng 9, sẽ được tiếp nối bởi tàu ngầm chị em Sawfish (SS-276) vài ngày sau đó. Sau đó con tàu mất liên lạc với căn cứ.
Vào ngày 25 tháng 9, Taiko Maru (2.958 tấn) bị đánh chìm trong biển Nhật Bản. Nhiều chứng cứ cho thấy chiếc tàu chở hàng bị Wahoo đánh chìm thay vì bị ghi nhận nhầm bởi Pompano (SS-181). Vào ngày 5 tháng 10, Nhật Bản thông báo tàu chở hành khách Konron Maru (7.908 tấn) bị một tàu ngầm đánh chìm ngoài khơi bờ biển phía Tây Honshū gần eo biển Tsushima, khiến 544 người thiệt mạng, trong số đó có hai dân biểu Hạ nghị Viện Nhật Bản Choichi Kato và Keishiro Sukekawa. Tài liệu thu được sau chiến tranh cho thấy Wahoo còn đánh chìm thêm hai chiếc Kanko Maru (1.288 tấn) và Kanko Maru (2.995 tấn) một ngày sau đó. Việc Konron Maru bị đánh chìm ngay trong vùng biển "sân nhà" đã khiến Hải quân Nhật Bản tức giận, và họ tung ra một chiến dịch càn quét để tiêu diệt tàu ngầm Hoa Kỳ.
Vào ngày 11 tháng 10, theo kế hoạch Wahoo sẽ rời eo biển La Perouse, nó bị ném bom ngoài khơi mũi Sōya. Một thủy phi cơ Aichi E13A "Jake" phát hiện vệt dầu của một tàu ngầm di chuyển dưới nước, và một đợt tấn công phối hợp bởi máy bay và hạm tàu nổi được tung ra, kéo dài suốt ngày, cuối cùng đã đánh chìm Wahoo. Sau khi không quay trở về căn cứ theo lịch trình, nó được cho là đã mất trong chiến đấu vào ngày 2 tháng 12, 1943. Tên nó được cho rút khỏi danh sách Đăng bạ Hải quân vào ngày 6 tháng 12, 1943. Sau khi Wahoo bị mất, không tàu ngầm Hoa Kỳ nào xâm nhập vào biển Nhật Bản mãi cho đến tháng 6, 1945 khi họ được bổ sung thiết bị đặc biệt dò thủy lôi.

## Khám phá xác tàu đắm củaWahoo

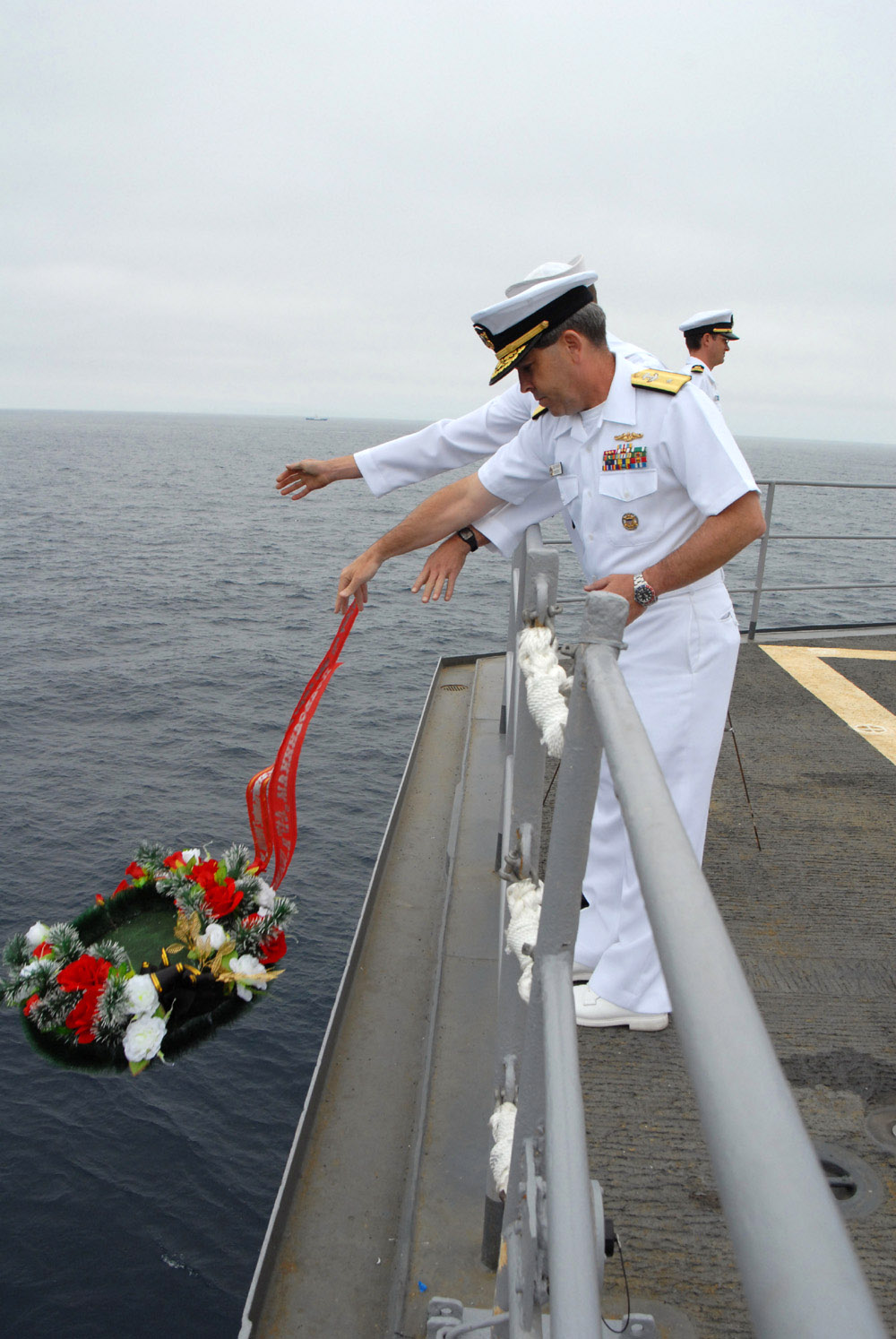
Nghi thức rải vòng hoa tưởng niệm USS Wahoo

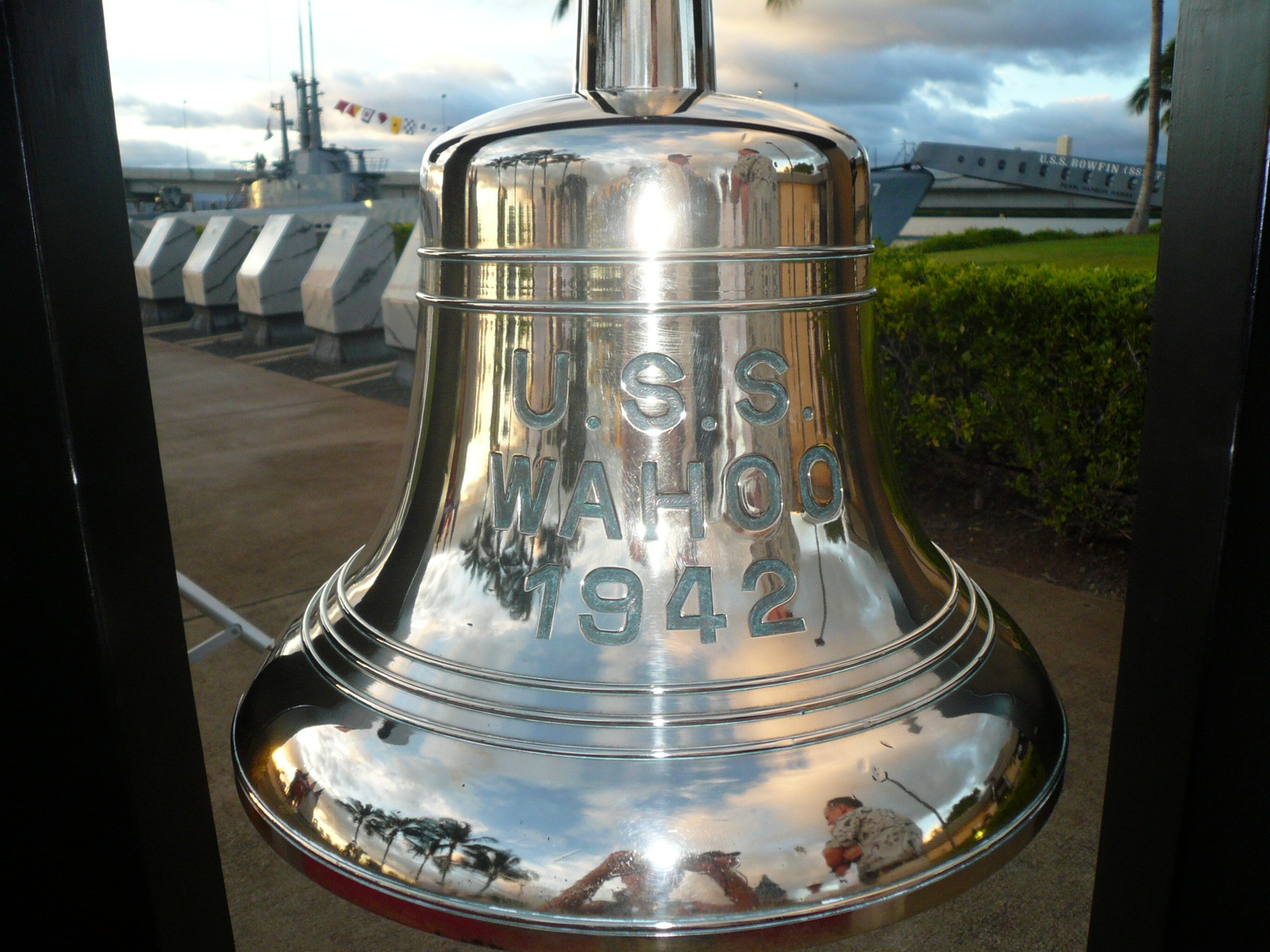
Chiếc chuông của USS Wahoo trong buổi lễ vào năm 2007

Xác tàu đắm của Wahoo được cho đã an nghỉ tại eo biển La Pérouse nằm giữa đảo Hokkaidō, Nhật Bản và đảo Sakhalin, Nga. Bắt đầu từ năm 1995, Nhóm dự án Wahoo, một đội quốc tế bao gồm người Hoa Kỳ, Australia, Nhật Bản và Nga do một người họ hàng của Trung tá Morton dẫn đầu, đã tìm kiếm xác tàu dựa trên các chứng cứ sẵn có. Phó đô đốc Lực lượng Phòng vệ biển Nhật Bản đã nghỉ hưu Kazuo Ueda, làm việc với Nhóm dự án Wahoo, đã nghiên cứu các ghi chép lưu trữ và dự đoán chính xác vị trí của Wahoo.
Vào năm 2005, một cuộc thăm dó điện tử tại khu vực đã phát hiện những dấu hiệu của một tàu ngầm lớp Gato của Hoa Kỳ tại eo biển. Đến tháng 7, 2006, đội "Iskra" (Tia lửa) của Nga khảo sát khu vực này và cung cấp thêm những thông tin giúp xác định Wahoo. Vào ngày 31 tháng 10, 2006, Hải quân Hoa Kỳ chính thức xác nhận những hình ảnh do đội "Iskra" cung cấp chính là Wahoo. Xác tàu đắm nguyên vẹn dưới đáy eo biển La Pérouse ở độ sâu 213 ft (65 m).  Chiếc tàu ngầm bị đánh chìm do trúng bom trực tiếp gần tháp chỉ huy. 
Vào ngày 8 tháng 7, 2007, Hải quân Hoa Kỳ thực hiện nghi thức thả vòng hoa trên biển để tưởng niệm thủy thủ đoàn của Wahoo. Buổi lễ diễn ra tại địa điểm được xác nhận đã bị đánh chìm, trong khuôn khổ một cuộc tập trận chung với Hải quân Liên bang Nga. Đến ngày 11 tháng 10, 2007, Hải quân Hoa Kỳ tổ chức buổi lễ tưởng niệm chính thức các thành viên thủy thủ đoàn của Wahoo tại Bảo tàng Tàu ngầm USS Bowfin tại Trân Châu Cảng, bao gồm trình bày lịch sử của quá trình tình kiếm và phát hiện Wahoo của Nhóm dự án Wahoo.

## Phần thưởng
Wahoo được tặng thưởng danh hiệu Đơn vị Tuyên dương Tổng thống cùng sáu Ngôi sao Chiến trận do thành tích phục vụ trong Thế Chiến II. Nó được ghi công đã đánh chìm 20 tàu Nhật Bản với tổng tải trọng 60.038 tấn, xếp thứ sáu về số tàu trong số tàu ngầm Hoa Kỳ có thành tích nổi bật nhất trong chiến tranh.
|  |                           |  |
|  | Silver star · Bronze star |  |

| Dãi băng Hoạt động Tác chiến  | Dãi băng Hoạt động Tác chiến                                            | Đơn vị Tuyên Dương Tổng thống                                           | Đơn vị Tuyên Dương Tổng thống        |
| Huân chương Chiến dịch Hoa Kỳ | Huân chương Chiến dịch Châu Á-Thái Bình Dương với 6 Ngôi sao Chiến trận | Huân chương Chiến dịch Châu Á-Thái Bình Dương với 6 Ngôi sao Chiến trận | Huân chương Chiến thắng Thế Chiến II |